# Богурдани
Богурда́ни (рос. Богурданы, чув. Пукăртан Татмăш) — присілок у складі Канаського району Чувашії, Росія. Входить до складу Янгліцького сільського поселення.
Населення — 250 осіб (2010; 264 у 2002).
Національний склад:
- чуваші — 98 %